# The Greatest Hits of All
| Críticas profissionais | Críticas profissionais |
| Avaliações da crítica  | Avaliações da crítica  |
| Fonte                  | Avaliação              |
| ---------------------- | ---------------------- |
| Allmusic               | [ 1 ]                  |

The Greatest Hits of All é uma coletânea musical de grandes êxitos do cantor e guitarrista norte-americano George Benson, lançada em 8 de julho de 2003 pela Warner Bros. Records e Rhino Entertainment. A compilação recebeu este título por conter os maiores sucessos da carreira de Benson e também em referência à canção "The Greatest Love of All", gravada originalmente por Benson em 1977, especialmente para ser o tema principal do filme The Greatest, uma cinebiografia do boxeador Muhammad Ali. A canção está presente neste álbum ao lado de outros grandes sucessos de Benson. As canções estão em ordem cronológica, gravadas entre 1976 e 1998, a partir do sucesso de "This Masquerade" e "Breezin'", incluindo seus hits mais famosos como "On Broadway", "Give Me the Night", "Turn Your Love Around", "Lady Love Me (One More Time)", "Kisses in the Moonlight" e muitos outros. O álbum também trouxe o cover de Benson para o clássico "Unchained Melody" de 1955, que ficou eternizada por The Righteous Brothers. A compilação entrou para a Billboard e alcançou a posição número 3 no chart Jazz Albums. No final do ano, o álbum ficou na posição número 15 no Top Contemporary Jazz Albums. O álbum também alcançou a posição 74 no chart R&B Albums e número 138 no chart Billboard 200.
Uma versão internacional diferente também foi lançada, com o título The Very Best of George Benson: The Greatest Hits of All.

## Lista de Faixas
Estes são "os maiores sucessos de todos" presentes nesta compilação de George Benson:
| N.º            | Título                                         | Compositor(es)                                                 | Álbum Original               | Duração |  |
| 1.             | "This Masquerade"                              | Leon Russell                                                   | Breezin'                     | 3:21    |  |
| 2.             | "Breezin'"                                     | Bobby Womack                                                   | Breezin'                     | 5:40    |  |
| 3.             | "The Greatest Love of All"                     | Michael Masser, Linda Creed                                    | The Greatest                 | 3:34    |  |
| 4.             | "On Broadway"                                  | Barry Mann, Cynthia Weil, Jerry Leiber e Mike Stoller          | Weekend in L.A.              | 5:13    |  |
| 5.             | "Love Ballad"                                  | Skip Scarborough                                               | Livin' Inside Your Love      | 4:19    |  |
| 6.             | "Unchained Melody"                             | Alex North, Hy Zaret                                           | Livin' Inside Your Love      | 3:56    |  |
| 7.             | "Give Me the Night"                            | Rod Temperton                                                  | Give Me the Night            | 3:42    |  |
| 8.             | "Love X Love"                                  | Rod Temperton                                                  | Give Me the Night            | 3:50    |  |
| 9.             | "Turn Your Love Around"                        | Bill Champlin, Jay Graydon, Steve Lukather                     | The George Benson Collection | 3:51    |  |
| 10.            | "Love All the Hurt Away" (com Aretha Franklin) | Sam Dees                                                       | Love All the Hurt Away       | 4:08    |  |
| 11.            | "Never Give Up on a Good Thing"                | Michael Garvin, Tom Shapiro                                    | The George Benson Collection | 4:05    |  |
| 12.            | "Being With You"                               | Omar Hakim                                                     | In Your Eyes                 | 3:54    |  |
| 13.            | "Lady Love Me (One More Time)"                 | James Newton Howard, David Paich                               | In Your Eyes                 | 4:01    |  |
| 14.            | "20/20"                                        | Randy Goodrum, Steve Kipner                                    | 20/20                        | 4:05    |  |
| 15.            | "I Just Wanna Hang Around You"                 | Cruz Sembello, Danny Sembello, John Sembello, Michael Sembello | 20/20                        | 3:54    |  |
| 16.            | "Kisses in the Moonlight"                      | Jeffrey Cohen, Preston Glass, Narada Michael Walden            | While the City Sleeps...     | 3:55    |  |
| 17.            | "Shiver"                                       | Preston Glass, Suzanne Valentine, Narada Michael Walden        | While the City Sleeps...     | 3:35    |  |
| 18.            | "Let's Do It Again"                            | Curtis Mayfield                                                | Twice the Love               | 3:40    |  |
| 19.            | "Standing Together"                            | Steve Dubin, Manuel Seal                                       | Standing Together            | 4:08    |  |
| Duração total: | Duração total:                                 | Duração total:                                                 | Duração total:               | 76:51   |  |

## Posições nos Charts

### Charts semanais
| Chart (2003)                            | Posição de pico |
| --------------------------------------- | --------------- |
| Estados Unidos - Jazz Albums            | 3               |
| Estados Unidos - Top R&B/Hip-Hop Albums | 74              |
| Estados Unidos - Billboard 200          | 138             |

| Chart (2003)                                  | Posição |
| --------------------------------------------- | ------- |
| Estados Unidos - Top Contemporary Jazz Albums | 15      |

## Pessoal
Informações retiradas da contracapa da compilação:
Produtores da compilação:
- George Benson
- Scott Galloway
- David McLees

Produtores das canções:
- Tommy LiPuma (faixas 1, 2, 4, 5, 6)
- Michael Masser (faixa 3)
- Quincy Jones (faixas 7, 8)
- Jay Graydon (faixas 9, 11)
- Arif Mardin (faixas 10, 12, 13)
- Russ Titelman (faixas 14, 15)
- Narada Michael Walden (faixas 16, 17)
- Preston Glass (faixa 17)
- David Lewis, Wayne Lewis, Jonathan Lewis (faixa 18)
- Paul Brown (faixa 19)

Produtor executivo:
- Dennis Turner

Produtor de som:
- Bill Inglot

Gestão:
- Turner Management Group, Inc.
- Dennis Turner
- Stephanie Gurevitz-Gonzalez

## Ligações Externas
- The Greatest Hits of All de George Benson no AllMusic.
- The Greatest Hits of All de George Benson no Discogs.
- The Greatest Hits of All de George Benson na Amazon.com.